# 大罗伞树
大罗伞树（学名：Ardisia hanceana）为报春花科紫金牛属下的一个种。

## 扩展阅读
維基物種上的相關：大罗伞树